# アシナヅチ・テナヅチ
アシナヅチ （足名椎、足名鈇、脚摩乳） ・テナヅチ （手名椎、手摩乳） は、日本神話に登場する神。 アナヅチ・タナヅチともする。

## 概要
ヤマタノオロチ退治の説話に老夫婦・クシナダヒメの親として登場する。『古事記』では足名椎・手名椎、『日本書紀』は脚摩乳・手摩乳と表記する。

## 記述
老夫婦はオオヤマツミの子で、出雲国の肥河（ひかわ）の上流、鳥髪（とりかみ）（現・奥出雲町鳥上）に住んでいた。8人の娘（八稚女）がいたが、毎年ヤマタノオロチがやって来て娘を食べてしまい、スサノオが鳥髪に降り立ったときには、最後に残った末娘のクシナダヒメを食いにオロチがやって来る前だった。老夫婦はスサノオがオロチを退治する代わりにクシナダヒメを妻として差しだすことを了承する。するとスサノオによって娘のクシナダヒメは櫛に変えられた。老夫婦はスサノオの指示に従いオロチ退治のために八つの門を作り、それぞれに濃い酒の入った桶を準備した。
スサノオが無事オロチを退治し須賀の地に宮殿を建てると、スサノオはアシナヅチを呼び、宮の首長に任じて稲田宮主須賀之八耳神（イナダノミヤヌシスガノヤツミミ）（『日本書紀』では稲田宮主神）の名を与えた。

## 考証
神名の由来には諸説ある。
- 「ナヅ」は「撫づ（撫でる）」、「チ」は精霊の意で、父母が娘の手足を撫でて慈しむ様子を表すとする説[1]
- 「アシナ」は浅稲（あさいね）で晩成の稲の意、「テナ」は速稲（といな）で早稲の意とする説[2]
- 「畔（あ）の椎」、「田（た）の椎」の対であるとする説

須佐神社（島根県出雲市佐田町須佐）の神主家である須佐氏に伝わる系譜では、脚摩乳命と手摩乳命を須佐氏の祖神としている。

## 祀る神社

### アシナヅチ
- 足長神社（長野県諏訪市四賀足長山） - 主祭神  - 諏訪大社上社の末社。
- 氷川神社（埼玉県川越市宮下町） - 主祭神
- 廣峯神社（兵庫県姫路市広嶺山） - 左殿
- 須佐神社（島根県出雲市佐田町須佐） - 配祀

### テナヅチ
- 手長神社（長野県諏訪市上諏訪茶臼山） - 主祭神  - 諏訪大社上社の末社。
- 氷川神社（埼玉県川越市宮下町） - 主祭神
- 廣峯神社（兵庫県姫路市広嶺山） - 左殿
- 須佐神社（島根県出雲市佐田町須佐） - 配祀